# 27063 Richardmontano
27063 Richardmontano è un asteroide della fascia principale. Scoperto nel 1998, presenta un'orbita caratterizzata da un semiasse maggiore pari a 2,1911576 au e da un'eccentricità di 0,0652859, inclinata di 3,81203° rispetto all'eclittica.